# Rabanera del Pinar
Rabanera del Pinar é um município da Espanha na província de Burgos, comunidade autónoma de Castela e Leão, de área 32,84 km² com população de 145 habitantes (2007) e densidade populacional de 4,26 hab/km².

## Demografia
| Variação demográfica do município entre 1991 e 2004 | Variação demográfica do município entre 1991 e 2004 | Variação demográfica do município entre 1991 e 2004 | Variação demográfica do município entre 1991 e 2004 |
| --------------------------------------------------- | --------------------------------------------------- | --------------------------------------------------- | --------------------------------------------------- |
| 1991                                                | 1996                                                | 2001                                                | 2004                                                |
| 172                                                 | 146                                                 | 131                                                 | 141                                                 |

## Links
- Rabanera del Pinar